# Carwood Lipton
Clifford Carwood "Lip" Lipton (Huntington, Virginia Occidental), 30 de enero de 1920 - Southern Pines, Carolina del Norte, 16 de diciembre de 2001) fue un militar estadounidense que participó en la Segunda Guerra Mundial.
Lipton se alistó en el cuerpo de paracaidistas tras leer un artículo de la revista "Life" que informaba acerca de su preparación. Entró a formar parte de la Compañía Easy. Tuvo como capitán a Herbert Sobel, cuya dimisión pidió en Aldbourne (Reino Unido), junto a varios militares de la compañía, como Bill Guarnere, John Martin, Harris (trasladado a otra compañía) y Myron Ranney (degradado a soldado raso). Sobel sería trasladado a Chilton Foliat a entrenar a soldados importantes como médicos y periodistas.
La primera tarea de la Compañía Easy durante el día D fue la de destruir cuatro baterías alemanas de 105 mm, que cañoneaban el desembarco aliado en la Playa Utah. Con sólo una escuadra al mando del teniente Richard Winters, la Compañía Easy inutilizó los cuatro cañones de 105 mm, servidos por un pelotón de 50-60 alemanes. Esta operación fue conocida como el asalto al solar de Brécourt. En esta misión el sargento Lipton fue condecorado con la Estrella de Bronce por valentía en combate.
Después del Día D fue ascendido sargento primero. En la batalla de Carentan fue herido por esquirlas de un proyectil de un Flak 88 pero afortunadamente salió con vida. Tras la última ofensiva alemana conocida como la batalla de las Ardenas, contrajo pulmonía. Al final del conflicto fue ascendido en campaña al rango de teniente segundo. No sirvió más en el ejército después de la guerra.
Tras el fin de las hostilidades, regresó a los Estados Unidos, donde consiguió trabajo en una fábrica de cristales y plásticos llamada Owens Illinois Inc. En 1966 se mudó a Bridgetown (Nueva Jersey), y en 1971 a Londres con su mujer. Allí fue director de fabricación en ocho fábricas de cristales de Inglaterra y Escocia.
En 1982 se mudó a Toledo, en Ohio, donde se jubiló un año después de su puesto como director de desarrollo internacional. Murió de fibrosis pulmonar en 2001, en Southern Pines.
El teniente Carwood Lipton fue interpretado por el actor Donnie Wahlberg en la miniserie de HBO, Band of Brothers.
- Datos: Q580479